# Gymnasura limonis
Gymnasura limonis là một loài bướm đêm thuộc phân họ Arctiinae, họ Erebidae.